# Poštanska kočija
Poštanska kočija (eng. Stagecoach) je vestern Johna Forda iz 1939. s Claire Trevor i Johnom Wayneom u glavnim ulogama. Scenarij, koji su napisali Dudley Nichols i Ben Hecht, je adaptacija kratke priče "The Stage to Lordsburg" Ernesta Haycoxa iz 1937. Za Waynea je to bila uloga koja ga je afirmirala kao filmsku zvijezdu.
Iako je Ford snimio mnogo nijemih vesterna prije Poštanske kočije, bio je to njegov prvi zvučni film. Osim toga, bio je to prvi od mnogih njegovih filmova koje je snimao u Monument Valleyju, na granici Arizone i Utaha, i jedan od brojnih filmova koje je snimio s Johnom Wayneom.

## Radnja
Šarolika grupa stranaca putuje poštanskom kočijom u Lordsburg, Novi Meksiko. Među njima je lokalna prostitutka Dallas (Claire Trevor) i alkoholičar Doc Boone (Thomas Mitchell), koje je iz grada otjerao "odbor za moral", napuhani bankar Henry Gatewood (Barton Churchill); južnjački džentlmen Hatfield (John Carradine); trudna žena konjaničkog časnika Lucy Mallory (Louise Platt); prodavač viskija Samuel Peacock (Donald Meek); šerif Curly Wilcox (George Bancroft); i vozač, Buck (Andy Devine).
Tijekom puta, pokupe Ringa Kida (John Wayne), mladog rančera koji je pobjegao iz zatvora, nakon što su mu braća Plummer namjestili ubojstvo. Njegov cilj je ubiti ih jer su mu ubili oca i brata. Iako su prijatelji, Curly nema drugog izbora nego vratiti Kida u zatvor. Kako putovanje napreduje, Kidu se počinje sviđati Dallas.
Nailaze na konjanički odred koji ih obavještava kako su se Geronimo i njegovi Apači vratili na ratne staze. Lucy pada u nesvijest od iscrpljenosti, a Doc Boone istjera sve iz prostorije, kako bi porodio njezino dijete. Slijedi glasovanje o tome hoće li nastaviti put ili će se vratiti natrag. Odlučuju poći naprijed.
Na odmorištu, Kid odlučuje svratiti, ali se predomišlja nakon što je vidio indijanske tragove. Curly odlučuje pustiti Kida kako bi im pomogao da se obrane. U dugoj potjeri Hatfield je ubijen, a Peacock ranjen. U trenutku kad ostaju bez municije dolazi konjica i spašava ih.
Ostatak putnika sigurno stiže u grad, gdje lokalni šerif uhiti Gatewooda zbog skrivanja plijena iz banke. Dallas moli Ringa da se ne suprotstavlja braći Plummer, ali on je čvrsto odlučio izravnati račune. U pucnjavi, Kid ubija Lukea Plummera (Tom Tyler) i njegovu dvojicu braće.  Vraća se Curlyju, očekujući kako će ga ovaj vratiti u zatvor; zamoli šerifa da odvede Dallas na njegov ranč. Kad se popne u vagon kako bi se oprostio s Curly, ona i Doc smijući se, potjeraju konje, puštajući ga da "pobjegne". Film završava sa šerifom koji ponudi Docu piće, a Doc Boone iznenađujuće odvraća, "Samo jedno".

## Nagrade i nominacije
- Osvojen Oscar za najboljeg sporednog glumca (Thomas Mitchell).
- Osvojen Oscar za glazbu (Richard Hageman, W. Franke Harling, John Leipold, Leo Shuken).
- Nominacija za Oscare za najbolji film, režiju (John Ford), umjetničku produkciju (Alexander Toluboff), najbolju crno-bijelu snimku (Bert Glennon) i montažu (Otho Lovering i Dorothy Spencer).

## Reputacija
Poštanska kočija smatra se jednim od najutjecajnijih filmova ikad snimljenih. Orson Welles tvrdio je kako je knjiga snimanja bila savršena te kako je gledao film više od 40 puta prije snimanja svog filma, Građanin Kane 1941. Akira Kurosawa rekao je kako je Poštanska kočija jedan od njegovih najdražih filmova i kako je film izvršio velik utjecaj na njegov film Sedam samuraja (1954.).

## Remakeovi
- U remakeu iz 1966. nastupili su Ann-Margret, Red Buttons, Mike Connors, Alex Cord, Bing Crosby, Robert Cummings, Van Heflin, Slim Pickens i Stefanie Powers.
- 1986. je snimljena televizijska verzija u kojoj su nastupili Willie Nelson, Kris Kristofferson, Johnny Cash i Waylon Jennings.

## Vanjske poveznice
- Poštanska kočija u internetskoj bazi filmova IMDb-a
- "Stage to Lordsburg"  Arhivirana inačica izvorne stranice od 5. siječnja 2007. (Wayback Machine) by Ernest Haycox